# L’Jarius Sneed
L’Jarius Sneed (* 21. Januar 1997 in Minden, Louisiana) ist ein US-amerikanischer American-Football-Spieler auf der Position des Cornerbacks. Aktuell spielt er für die Tennessee Titans in der National Football League (NFL). Zuvor spielte Sneed für die Kansas City Chiefs, mit denen er Super Bowl LVII und Super Bowl LVIII gewann.

## Frühe Jahre
Sneed wurde in Minden, Louisiana geboren. Zum Zeitpunkt seiner Geburt saß sein Vater bereits im Gefängnis. Als Sneed ein Jahr alt war, wurde auch seine Mutter zu einer Haftstrafe verurteilt. So wuchsen er und seine Geschwister die ersten sechs Jahre seines Lebens bei ihrer Großmutter auf. Als ihre Mutter schließlich aus der Haft entlassen wurde, zog sie die Kinder alleine auf. Sneed besuchte die Minden High School seiner Geburtsstadt. Dort spielte er auf verschiedenen Positionen der Defense, zumeist als Safety oder Cornerback.
Nach seinem Highschoolabschluss erhielt er ein Stipendium der Louisiana Tech University, für die er von 2016 bis 2019 spielte. In seinen letzten drei Jahren war er Stammspieler und kam insgesamt auf 42 Einsätze, bei denen er 177 Tackles, 2,5 Sacks und 8 Interceptions, aus denen er drei Touchdowns erzielte, verzeichnete. Auch im College kam er als Cornerback und Safety zum Einsatz. Mit seiner Mannschaft war Sneed sehr erfolgreich, so konnten sie 2016 den Armed Forces Bowl, 2017 den Frisco Bowl, 2018 den Hawaii Bowl und 2019 den Independence Bowl gewinnen. Sneed persönlich wurde 2019 ins Second-Team All-C-USA gewählt.

## NFL

### Kansas City Chiefs
Beim NFL-Draft 2020 wurde Sneed in der 4. Runde an 138. Stelle von den Kansas City Chiefs, dem damals amtierenden Super-Bowl-Sieger, ausgewählt. Sein NFL-Debüt gab er direkt am 1. Spieltag der Saison 2020 beim 34:20-Sieg der Chiefs gegen die Houston Texans. Bei diesem Spiel kam er direkt als Starter zum Einsatz und konnte 3 Tackles sowie eine Interception von Quarterback Deshaun Watson verzeichnen. Am darauffolgenden Spieltag fing er beim 23:20-Sieg gegen die Los Angeles Chargers direkt seine zweite Interception, diesmal von Quarterback Justin Herbert. Am 3. Spieltag brach er sich jedoch beim 34:20-Sieg gegen die Baltimore Ravens das Schlüsselbein und musste im Nachgang auf die Injured-Reserve-Liste gesetzt werden. Sein Comeback nach der Verletzung gab er am 11. Spieltag beim 35:31-Sieg gegen die Las Vegas Raiders. Den ersten Sack seiner Karriere konnte er am 15. Spieltag beim 32:29-Sieg gegen die New Orleans Saints an Quarterback Drew Brees verzeichnen, seinen zweiten hatte er direkt in der folgenden Woche beim 17:14-Sieg gegen die Atlanta Falcons an Matt Ryan. Insgesamt kam er in der Regular Season seiner Rookie-Saison in 9 Spielen zum Einsatz, davon sechsmal von Beginn an, und konnte 41 Tackles, 3 Interceptions und 2 Sacks verzeichnen. Dafür wurde er ins PFWA All-Rookie Team gewählt. Da die Chiefs in dieser Saison 14 Spiele gewannen und nur 2 verloren, konnten sie die AFC West gewinnen und sich somit für die Playoffs qualifizieren. Dort trafen sie in der 2. Runde auf die Cleveland Browns. Bei dem 22:17-Sieg der Chiefs gab Sneed sein Debüt in der Postseason und konnte 6 Tackles und einen Sack an Quarterback Baker Mayfield erreichen. Auch im darauffolgenden AFC Championship Game konnte er einen Sack, diesmal am Quarterback der Buffalo Bills, Josh Allen, verzeichnen. Die Chiefs gewannen das Spiel mit 38:24 und qualifizierten sich somit für Super Bowl LV gegen die Tampa Bay Buccaneers, der deutlich mit 9:31 verloren ging.
In der Saison 2021 avancierte Sneed zum unumstrittenen Stammspieler und Leistungsträger in der Defense der Chiefs und kam stets in der Startformation zum Einsatz. Am 4. Spieltag konnte er beim 42:30-Sieg gegen die Philadelphia Eagles einen Sack an Quarterback Jalen Hurts verzeichnen, der daraufhin den Ball fumbelte. Am 9. Spieltag konnte er beim 13:7-Sieg gegen die Green Bay Packers eine Interception von Jordan Love, am 11. Spieltag beim 19:9-Sieg gegen die Dallas Cowboys eine von Dak Prescott fangen. Im Dezember 2021 wurde sein älterer Bruder TQ Harrison in ihrer Heimatstadt Minden getötet. L’Jarius reiste daraufhin zu seiner Familie und verpasste die folgenden beiden Spiele. Er kehrte beim 36:10-Sieg gegen die Pittsburgh Steelers am 15. Spieltag zurück. Da die Chiefs mit 12 Siegen und fünf Niederlagen wie schon im Vorjahr die AFC West gewannen, konnten sie sich für die Playoffs qualifizieren. Dort konnte er beim 42:21-Sieg gegen die Pittsburgh Steelers acht, beim 42:36-Sieg gegen die Buffalo Bills sogar neun Tackles verzeichnen. Dies konnte er im folgenden AFC Championship Game gegen die Cincinnati Bengals noch einmal toppen, indem er insgesamt 10 Tackles verzeichnete. Daneben konnte er zu Beginn des vierten Quarters einen Pass von Joe Burrow intercepten, die 24:27-Niederlage so jedoch nicht verhindern.
Auch in der Saison 2022 blieb Sneed Stammspieler in der Defense der Chiefs. Direkt am 1. Spieltag der Saison konnte er beim 44:21-Sieg gegen die Arizona Cardinals acht Tackles sowie einen Sack an Kyler Murray verzeichnen. Am 4. Spieltag konnte er beim 41:31-Sieg gegen die Tampa Bay Buccaneers sogar neun Tackles verzeichnen, bis dato seine Karrierehöchstleistung an Tackles pro Spiel. Zusätzlich gelang ihm ein Sack an Quarterback Tom Brady. Da die Chiefs mit 14 Siegen bei drei Niederlagen die AFC West gewannen, konnten sie sich auch in dieser Saison für die Playoffs qualifizieren. Beim 27:20-Sieg gegen die Jacksonville Jaguars im Divisional-Round-Spiel konnte er erneut neun Tackles verzeichnen. Im folgenden AFC Championship Game trafen die Chiefs wie bereits im Vorjahr auf die Cincinnati Bengals. Sneed musste jedoch verletzungsbedingt im ersten Viertel des Spiels das Spiel verlassen. Da die Chiefs dieses Jahr jedoch mit 23:20 gewannen, qualifizierten sie sich für Super Bowl LVII in Glendale, Arizona. Zu diesem Spiel wurde Sneed wieder rechtzeitig fit und stand somit erneut in der Startformation. Ihm gelangen im Spiel gegen die Philadelphia Eagles insgesamt sieben Tackles. Durch einen 38:35-Sieg seiner Chiefs konnte Sneed somit seinen ersten Super Bowl gewinnen.
In der Saison 2023 war Sneed weiterhin eine wichtige Stütze in der Defense der Chiefs. Diese gingen nach ihrem Super-Bowl-Sieg in der Vorsaison erneut als eines der Favoritenteams in die Saison. Allerdings konnte Sneed insgesamt nicht an seine sehr guten Leistungen der Vorsaison anknüpfen und war statistisch nur im Mittelfeld der Cornerbacks der Liga: Insgesamt konnte er nur 78 Tackles und zwei Interceptions verzeichnen. Zweimal gelangen ihm neun Tackles in einem Spiel: Sowohl beim 31:17-Sieg gegen die Las Vegas Raiders am 12. Spieltag als auch beim 27:17-Sieg gegen die New England Patriots am 15. Spieltag. Erneut gewann er mit seinem Team die AFC West und qualifizierte sich somit für die Playoffs. Nach Siegen gegen die Miami Dolphins, die Buffalo Bills und die Baltimore Ravens erreichten die Chiefs erneut den Super Bowl. In Super Bowl LVIII, der in Las Vegas, Nevada, stattfand, trafen sie diesmal auf die San Francisco 49ers. Sneed war in dem Spiel wieder Starter und konnte insgesamt drei Tackles verzeichnen. Am Ende gewannen die Chiefs die Partie mit 25:22 nach Overtime, Sneed konnte somit seinen zweiten Super-Bowl-Sieg feiern.

### Tennessee Titans
Im März 2024 gaben die Chiefs Sneed im Austausch gegen einen Drittrundenpick 2025 an die Tennessee Titans ab, zudem tauschten die Teams Siebtrundenpicks im Draft 2024. Zuvor hatte Sneed sich mit den Chiefs nicht auf eine Vertragsverlängerung einigen können und war mit dem Franchise Tag belegt worden. Für die Titans wurde Sneed auf Anhieb Stammspieler auf der Cornerbackposition. Er debütierte am 1. Spieltag der Saison 2024 für sein neues Team bei einer 17:24-Niederlage gegen die Chicago Bears, bei der er vier Tackles verzeichnen konnte. Am 6. Spieltag konnte er bei der 17:20-Niederlage gegen die Indianapolis Colts insgesamt acht Tackles verzeichnen, ehe er sich eine Oberschenkelmuskelverletzung zuzog, wegen der er verletzungsbedingt ausfiel. Im November wurde Sneed operiert und auf die Injured-Reserve-Liste gesetzt, sodass er die restliche Saison verpasste.

## Karrierestatistiken
| Legende | Legende            |
| ------- | ------------------ |
|         | Super-Bowl-Sieg    |
| Fett    | Karrierehöchstwert |

### Regular Season
| Saison                             | Team             | Spiele | Spiele  | Tackles | Tackles | Tackles | Tackles | Interceptions | Interceptions | Interceptions | Interceptions | Interceptions | Interceptions | Fumbles | Fumbles | Fumbles |
| Saison                             | Team             | Gesamt | Starter | Gesamt  | Solo    | Assist  | Sacks   | PD            | Int           | Yards         | Durchschnitt  | Lang          | TD            | FF      | FR      | TD      |
| ---------------------------------- | ---------------- | ------ | ------- | ------- | ------- | ------- | ------- | ------------- | ------------- | ------------- | ------------- | ------------- | ------------- | ------- | ------- | ------- |
| 2020                               | Chiefs           | 9      | 6       | 41      | 31      | 10      | 2,0     | 7             | 3             | 42            | 14,0          | 39            | 0             | 0       | 0       | 0       |
| 2021                               | Chiefs           | 15     | 15      | 76      | 57      | 19      | 1,0     | 8             | 2             | 2             | 2,0           | 2             | 0             | 1       | 1       | 0       |
| 2022                               | Chiefs           | 17     | 17      | 108     | 75      | 33      | 3,5     | 11            | 3             | 57            | 19,0          | 26            | 0             | 3       | 1       | 0       |
| 2023                               | Chiefs           | 16     | 16      | 78      | 60      | 18      | 0,0     | 14            | 2             | 4             | 2,0           | 4             | 0             | 0       | 1       | 0       |
| 2024                               | Titans           | 5      | 5       | 23      | 19      | 4       | 0,0     | 0             | 0             | 0             | 0,0           | 0             | 0             | 0       | 0       | 0       |
| Gesamte Karriere                   | Gesamte Karriere | 62     | 59      | 326     | 242     | 84      | 6,5     | 40            | 10            | 105           | 10,5          | 39            | 0             | 4       | 3       | 0       |
| Quelle: pro-football-reference.com |                  |        |         |         |         |         |         |               |               |               |               |               |               |         |         |         |

### Postseason
| Saison                             | Team             | Spiele | Spiele  | Tackles | Tackles | Tackles | Tackles | Interceptions | Interceptions | Interceptions | Interceptions | Interceptions | Interceptions | Fumbles | Fumbles | Fumbles |
| Saison                             | Team             | Gesamt | Starter | Gesamt  | Solo    | Assist  | Sacks   | PD            | Int           | Yards         | Durchschnitt  | Lang          | TD            | FF      | FR      | TD      |
| ---------------------------------- | ---------------- | ------ | ------- | ------- | ------- | ------- | ------- | ------------- | ------------- | ------------- | ------------- | ------------- | ------------- | ------- | ------- | ------- |
| 2020                               | Chiefs           | 3      | 3       | 14      | 9       | 5       | 2,0     | 0             | 0             | 0             | 0,0           | 0             | 0             | 0       | 0       | 0       |
| 2021                               | Chiefs           | 3      | 3       | 27      | 20      | 7       | 0,0     | 2             | 1             | 0             | 0,0           | 0             | 0             | 0       | 0       | 0       |
| 2022                               | Chiefs           | 3      | 3       | 17      | 10      | 7       | 0,0     | 2             | 0             | 0             | 0,0           | 0             | 0             | 0       | 0       | 0       |
| 2023                               | Chiefs           | 4      | 4       | 17      | 14      | 3       | 0,0     | 3             | 0             | 0             | 0,0           | 0             | 0             | 1       | 0       | 0       |
| Gesamte Karriere                   | Gesamte Karriere | 13     | 13      | 75      | 53      | 22      | 2,0     | 7             | 1             | 0             | 0,0           | 0             | 0             | 1       | 0       | 0       |
| Quelle: pro-football-reference.com |                  |        |         |         |         |         |         |               |               |               |               |               |               |         |         |         |